# 투르치안스케테플리체

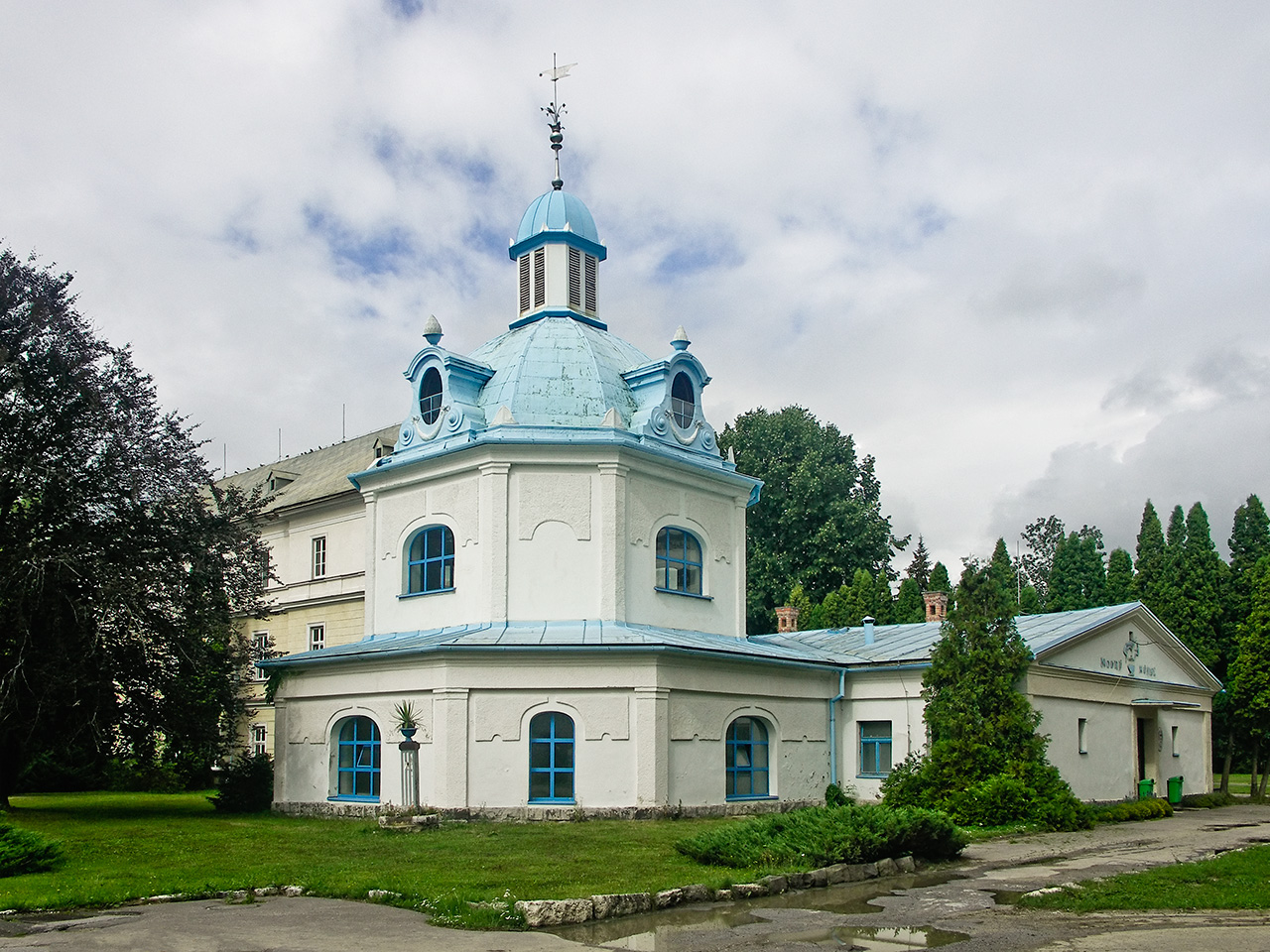
투르치안스케테플리체 온천 입구

투르치안스케테플리체(슬로바키아어: Turčianske Teplice, Bad Stuben 바트슈투벤[*], Stubnyafürdő 슈투브녀퓌르되[*])는 슬로바키아 질리나주에 위치한 도시로 면적은 33.483km2, 높이는 495m, 인구는 6,941명(2005년 12월 31일 기준), 인구 밀도는 207명/km2이다. 유럽에서 오랜 역사를 자랑하는 온천 도시 가운데 한 곳이다.

시기
시 문장